# Pega-rabuda
- Commons
- Wikispecies

A pega-rabuda ou pega-rabilonga (Pica pica) é uma ave da família Corvidae (corvos), com um aspecto inconfundível. Essa é uma
das espécies de aves mais inteligentes 
do mundo, sendo uma das 9 espécies que podem reconhecer seu reflexo no espelho.

## Características
- Comprimento: 44 a 48 cm
- Envergadura:
- Peso: 200 a 250 g
- Longevidade: 15 anos

## Distribuição
A pega-rabuda é comum em toda a Europa, Ásia, Norte de África e América do Norte. Distribui-se pelo Hemisfério Norte, entre os 70º N na Europa Setentrional e 15º N na Arábia Saudita. Na América do Norte está confinada à parte ocidental. Na Península Ibérica, encontramos a subespécie Pica pica melanotos que em Portugal é comum no norte e centro do país, estando no Alentejo mais confinada ao interior.

## Habitat
São aves generalistas, podendo ser encontradas numa grande variedade de habitats. Vivem principalmente em zonas agrícolas de características diversas, como terrenos de cultura com arbustos e árvores ou pequenas matas nos campos, mas ocorrem mesmo em zonas suburbanas com parques ou jardins.

## Reprodução

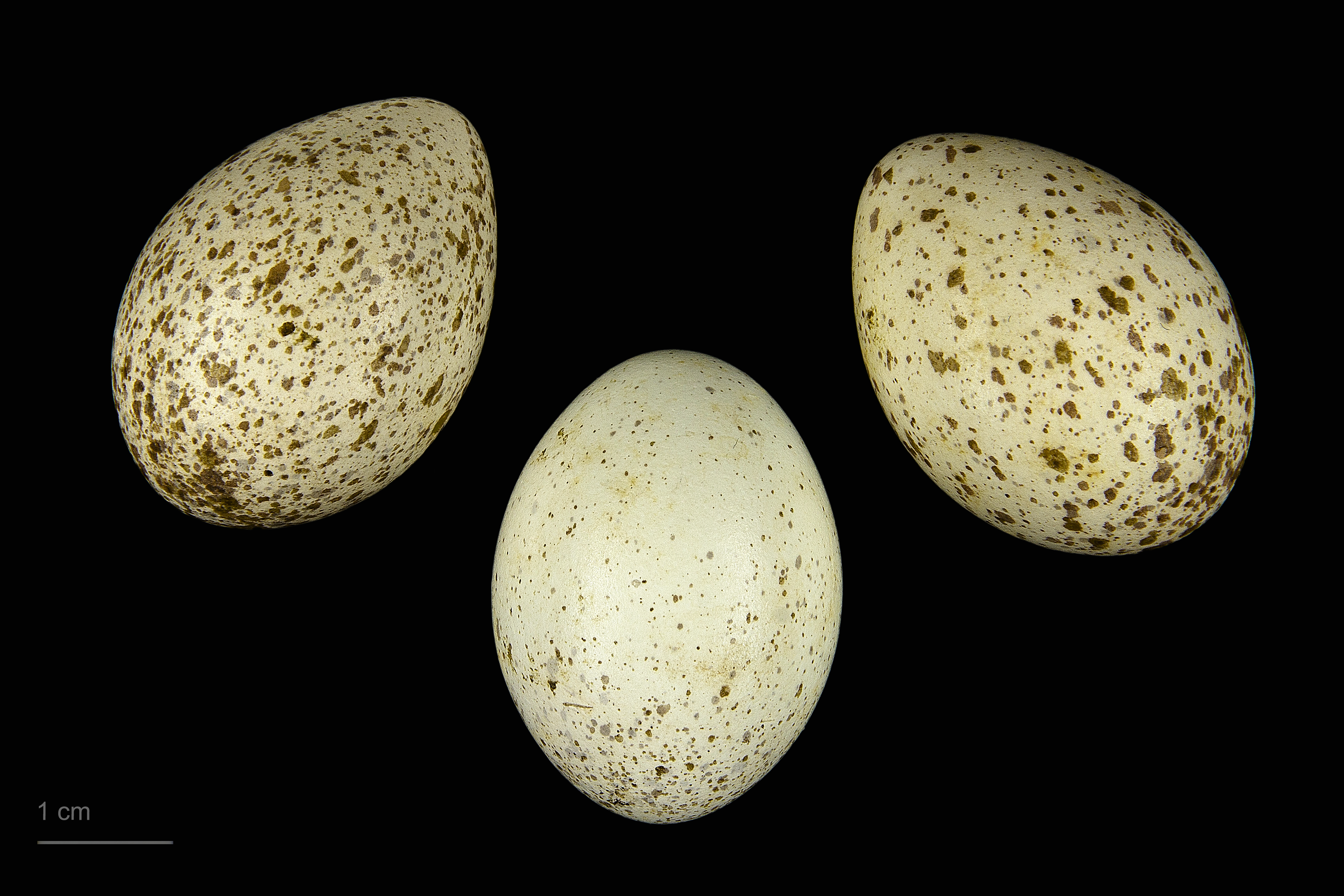
Pica pica pica - (MHNT)

O período de nidificação vai de Abril a Junho, a fêmea incuba normalmente 5-6 ovos durante 17 a 18 dias. As crias são depois alimentadas pelo macho e pela fêmea, duas a três vezes por hora. As primeiras penas nas crias aparecem ao oitavo dia de vida e com 14 dias já têm cauda. A permanência no ninho é de 22 a 27 dias.
Na época de reprodução esta espécie tem comportamento territorial, tornando-se as aves bastante misteriosas e silenciosas. As pegas do norte da Europa defendem territórios maiores, enquanto que no sul da Europa os ninhos podem estar agregados e defendem somente uma pequena área em redor do ninho. O casal de pegas-rabudas vive em acasalamento permanente, mantendo-se na sua zona de nidificação se o Inverno não for muito rigoroso. Os ninhos que os casais de pegas-rabudas fazem ou renovam, nas árvores (em segunda opção constroem o ninho também em arbustos e no chão), todos os anos durante cerca de 40 dias, são muito distintos e resistentes.

## Alimentação
Da Primavera até ao Outono, alimentam-se principalmente de insectos, que nunca chegam a faltar completamente mesmo no Inverno. Também exploram carcaças de animais mortos, caçam pequenos vertebrados, especialmente ratos-do-campo e atacam ninhos até ao tamanho das posturas dos faisões. Comem também grãos de cereais e outros alimentos vegetais. Alimentam-se essencialmente no chão ou saltitando entre ramos e arbustos. O hábito de armazenar comida excedente ter-lhe-á permitido adaptar-se e expandir-se a habitats aparentemente inóspitos. Apesar de se alimentar nos vários habitats que ocupa, parece preferir as zonas de pastoreio e zonas próximas de superfícies de água onde os invertebrados do solo são mais abundantes. No Inverno vasculham nas lixeiras quaisquer coisas que possam ser aproveitadas.
A sua reputação de ladra é pouco justificada, uma vez que ocorrências autênticas de cleptomania são extremamente raras, tendo sido no entanto reportados alguns casos de ninhos com objectos brilhantes, não necessariamente de prata, mas que nada têm a ver com alimento.
Os seus hábitos alimentares (come quase tudo) deram origem a que o nome da espécie – Pica – fosse dado a uma doença de comportamento humano.

## Galeria

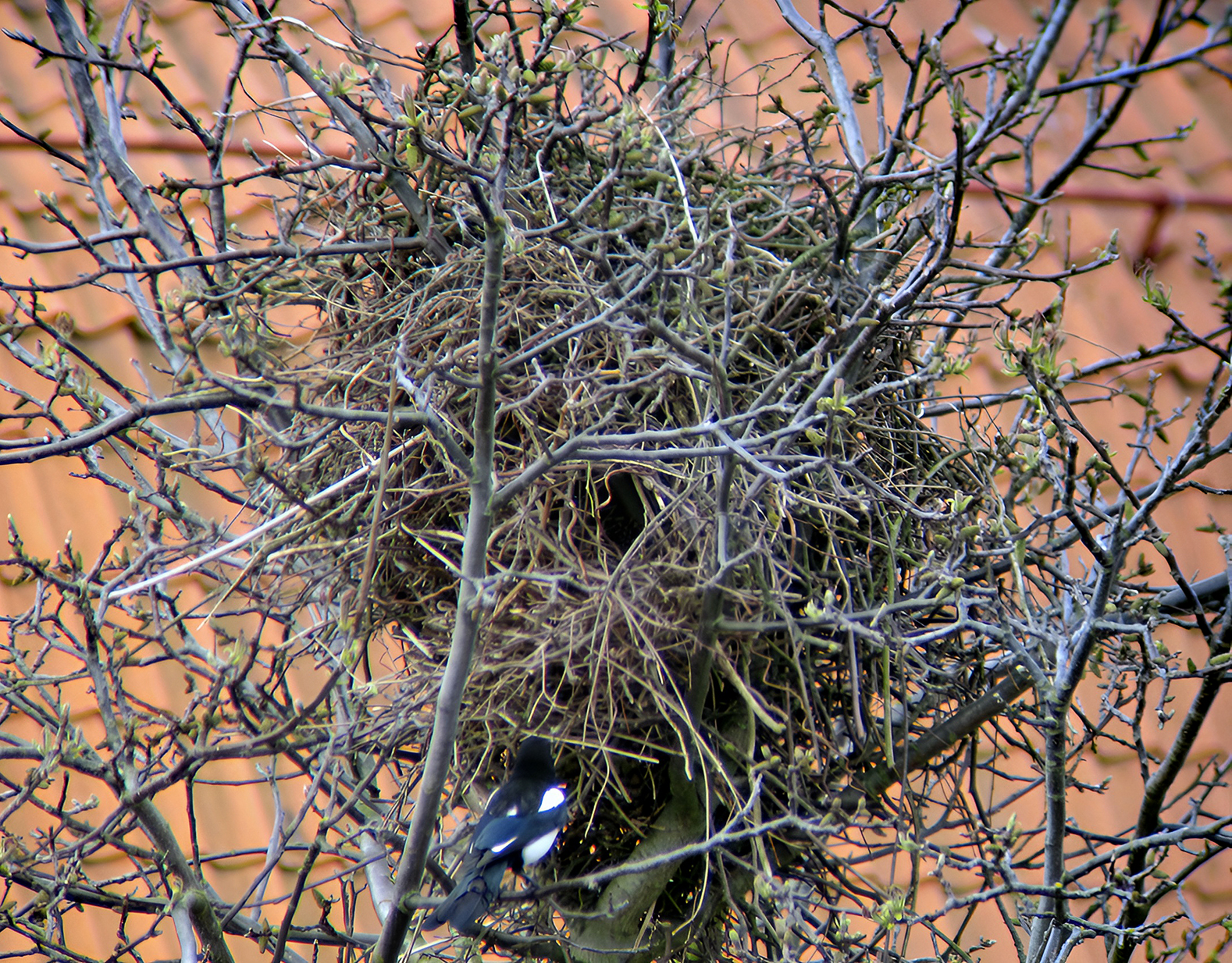
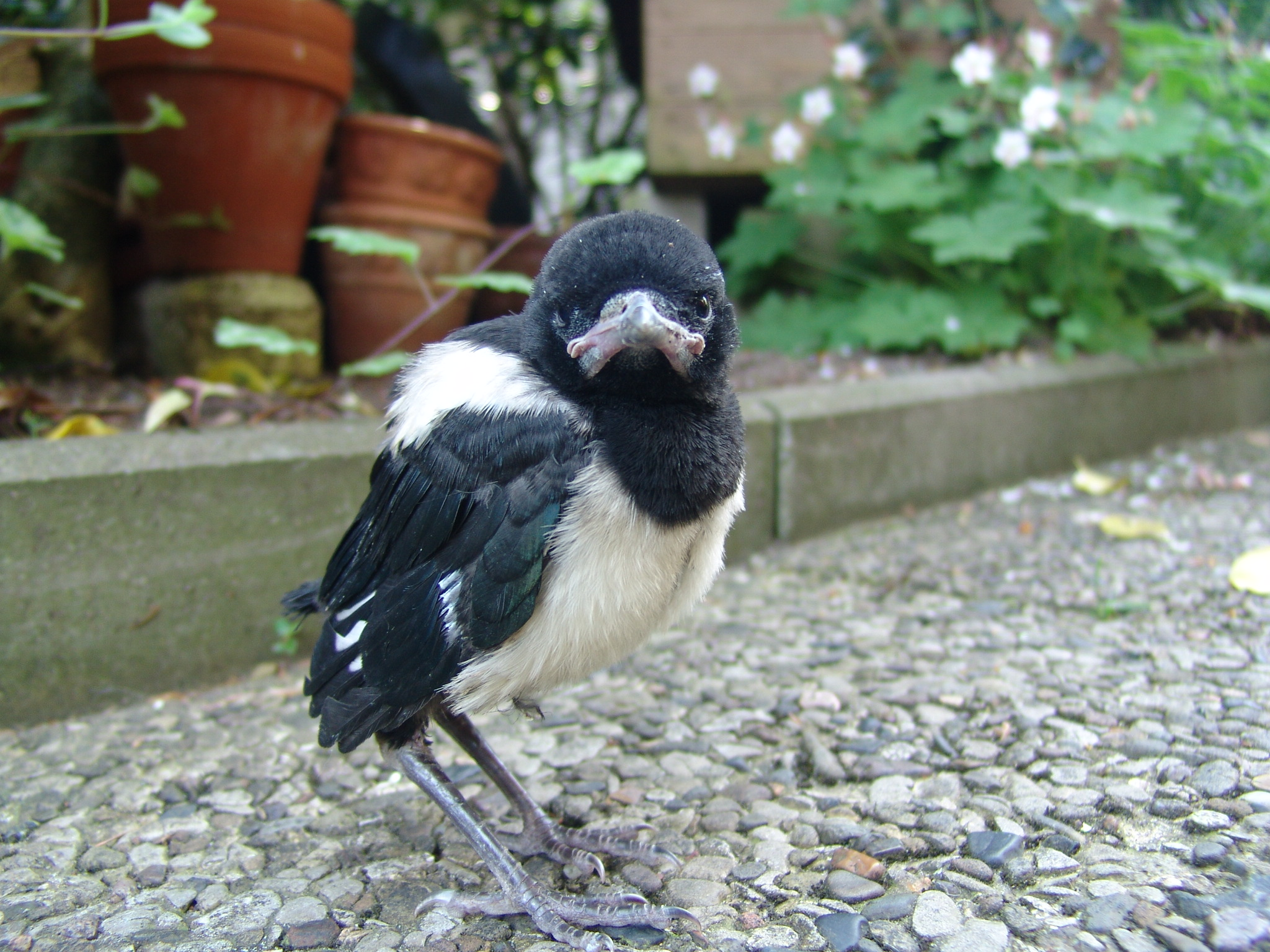
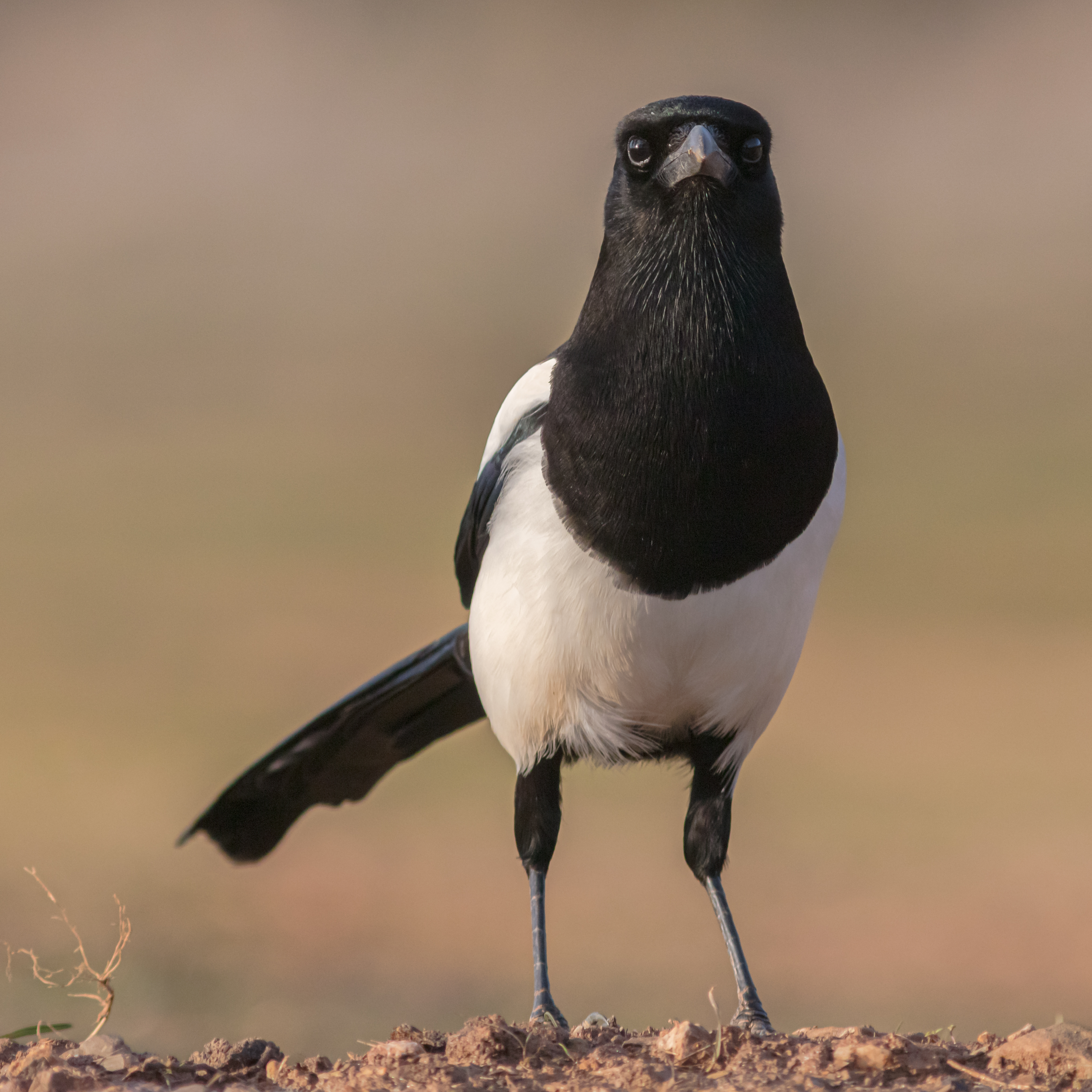
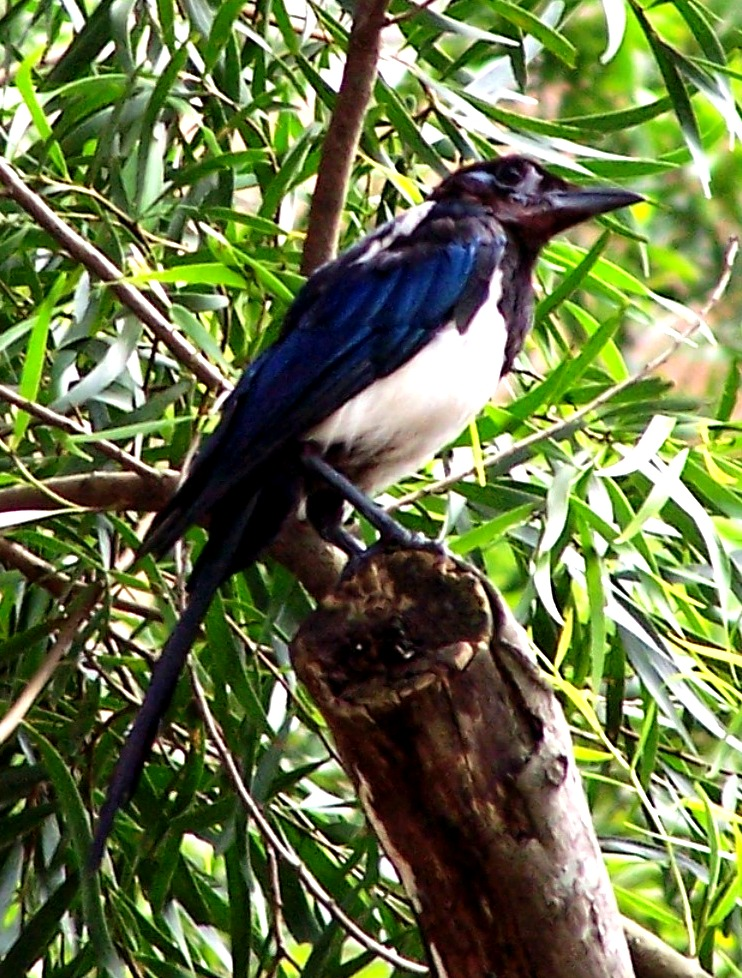
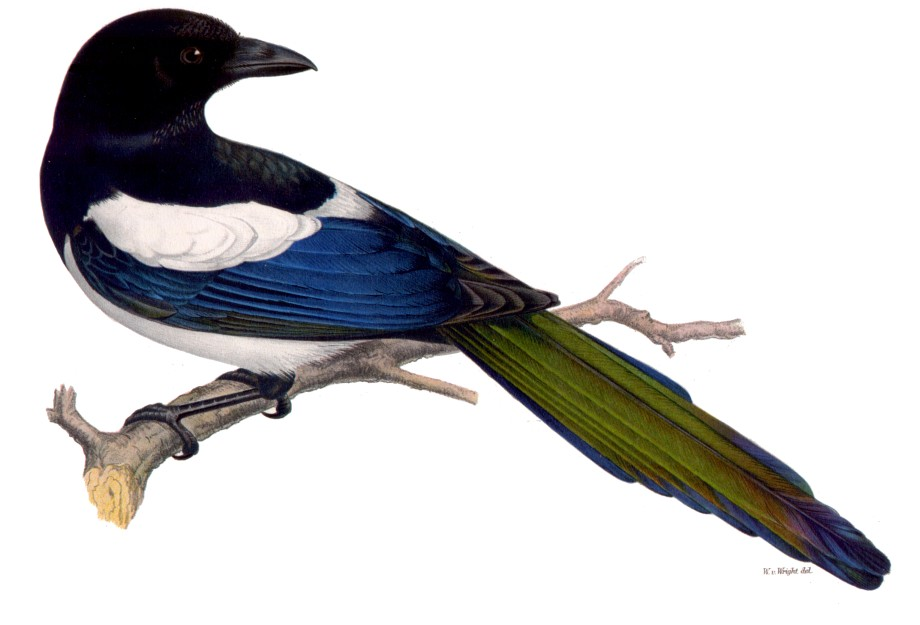

## Subespécies
- P. pica mauritanica
- P. pica melanotos
- P. pica pica
- P. pica galliae
- P. pica fennorum
- P. pica bactriana
- P. pica asirensis
- P. pica hemileucoptera
- P. pica bottanensis
- P. pica sericea
- P. pica leucoptera
- P. pica camtschatica
- P. pica hudsonia